# Costas Philippou
Constantinos Philippou (Limisso, 29 novembre 1979) è un ex lottatore di arti marziali miste ed ex pugile cipriota.
Ha combattuto nella categoria dei pesi medi per l'organizzazione statunitense UFC.

## Caratteristiche tecniche
Il passato da pugile professionista di Philippou fa sì che la sua boxe sia una delle migliori della categoria, e di conseguenza fa molto affidamento agli scambi in piedi; oltre a ciò Philippou mette in campo un'ottima difesa dai takedown che gli consente di tenere il più possibile l'incontro in piedi.

## Carriera nelle arti marziali miste

### Ring of Combat
La carriera di Constantinos Philippou negli sport da combattimento inizia con il pugilato, disciplina che inizia a praticare già all'età di 15 anni; successivamente lascia Cipro per trasferirsi definitivamente negli Stati Uniti, dove prende parte al prestigioso torneo Golden Gloves arrivando alla fase finale al Madison Square Garden, dove perse per decisione non unanime.
Si diede alla boxe professionistica nel 2006 combattendo nella divisione dei pesi massimi, e in meno di un anno prese parte a tre incontri vincendoli tutti.
Successivamente effettuò la transizione alle arti marziali miste ed esordì come pro nel 2008 prendendo parte agli eventi della promozione del New Jersey Ring of Combat: il debutto fu amaro, in quanto venne sconfitto dal più esperto Ricardo Romero per decisione non unanime.
Dopo quella sconfitta in poco più di un anno Philippou ottenne cinque vittorie consecutive, tre per KO ed una per sottomissione, mettendosi in evidenza come un ottimo prospetto delle MMA: se ne accorge la prestigiosa UFC che nel 2010 lo convoca per l'undicesima stagione del reality show The Ultimate Fighter; Costa viene eliminato al primo turno da Joseph Henle che lo sottomette.
Dopo tale insuccesso Philippou torna a lottare nella Ring of Combat, e negli ultimi tre mesi del 2010 ottiene un No Contest ed una vittoria per KO: la stessa sera della sua sesta vittoria in carriera, all'evento Ring of Combat 33, il compagno di team Chris Weidman diviene il nuovo campione dei pesi medi della promozione.
Combatte il suo ultimo incontro nella Ring of Combat il 4 febbraio 2011 contro Uriah Hall, vincendo ai punti; nel frattempo Chris Weidman aveva già lasciato la cintura vacante per passare in UFC.

### Ultimate Fighting Championship
Esordisce definitivamente in UFC il 19 marzo 2011 con l'evento UFC 128: Shogun vs. Jones, dove sostituisce Dan Miller e affronta un altro ex lottatore Ring of Combat in Nick Catone in un incontro catchweight a 195 libbre (circa 88 kg): come già successo in precedenza gli esordi nelle promozioni per Philippou non sono fortunati, e perde ai punti per decisione unanime.
Dopo la sconfitta nel precedente incontro, incontro non considerato di pesi medi, Philippou inanella una lunga serie di vittorie che lo porta nei ranghi alti della divisione dei pesi medi.
Philippou avrebbe dovuto affrontare Rafael Natal nel suo secondo incontro come rimpiazzo di Riki Fukuda, ma un infortunio capitato ad Alessio Sakara fece sì che il cipriota venisse scelto come avversario del veterano Jorge Rivera: Philippou ebbe difficoltà a superare l'esperto statunitense, ma ottenne comunque un'importante vittoria per decisione divisa.
Verso la fine del 2011 arriva la prima vittoria per KO contro l'ex peso mediomassimo Jared Hamman.
Nel marzo 2012 affrontò il vincitore della stessa stagione del reality show The Ultimate Fighter alla quale prese parte Philippou nel 2010, ovvero un Court McGee che veniva da tre vittorie consecutive in UFC: Philippou s'impose ai punti per decisione unanime, ottenendo la sua terza vittoria consecutiva.
Quattro mesi dopo portò il suo record parziale a quattro vittorie consecutive quando sconfisse il giapponese Riki Fukuda ai punti, Fukuda che in passato è stato campione della promozione nipponica Deep.
Nel novembre 2012 Philippou avrebbe dovuto affrontare un altro ex partecipante a The Ultimate Fighter 11, ovvero il canadese Nick Ring all'evento UFC 154: St-Pierre vs. Condit, ma quest'ultimo si ammalò e il match saltò; nel frattempo il compagno di team Chris Weidman si mise in luce come uno dei pesi medi più forti del mondo e all'evento UFC 155: Dos Santos vs. Velasquez II avrebbe dovuto affrontare il peso medio numero 5 al mondo Tim Boetsch per il definitivo posto a contendente del titolo dei pesi medi UFC saldamente nelle mani della leggenda Anderson Silva: Weidman diede forfait per infortunio ed il compagno Philippou venne scelto come sostituto.
Philippou realizzò l'upset, sconfiggendo Tim Boetsch per KO tecnico ed ottenendo l'allora sua più importante vittoria in carriera: Costa partì lentamente e non fu brillante nel primo round, ma si impose nei successivi due round grazie anche ad una serie di acciacchi capitati al rivale.
Nel 2013 avrebbe dovuto affrontare il mago del jiu jitsu brasiliano ed ex campione Strikeforce Ronaldo Souza, ma Philippou s'infortunò e diede quindi forfait, venendo sostituito da Chris Camozzi.
Tornò a combattere in settembre contro il francese Francis Carmont, anch'egli reduce da una serie di cinque vittorie consecutive: la striscia positiva di Philippou si arrestò bruscamente in quanto venne dominato dalla miglior lotta del rivale.
Nel 2014 Philippou viene finalizzato per la prima volta in carriera dal quotato ex campione Strikeforce e numero 6 dei ranking Luke Rockhold.
Nel maggio dello stesso anno si riscatta subito mettendo KO un altro ex Strikeforce in Lorenz Larkin.
Nel gennaio 2015 avrebbe dovuto affrontare Uriah Hall in un rematch ma Philippou s'infortunò. Mentre ad aprile affrontò l'armeno Gegard Mousasi venendo sconfitto per decisione unanime, in un match dominato totalmente dall'avversario a causa dell'enorme svantaggio nella lotta a terra.
Il 7 luglio annunciò il suo ritiro dalle arti marziali miste. Lo stesso giorno rese privato il suo account Twitter, mostrando come immagine del profilo una scritta che recitava "THIS ACCOUNT IS NO LONGER IN SERVICE. PLEASE UNFOLLOW.", ovvero "Questo account non è più attivo. Per favore non seguitemi". La UFC confermò sempre via Twitter la decisione presa da Philippou di volersi ritirare dalle competizioni.

### Risultati nelle arti marziali miste
Gli incontri segnati su sfondo grigio si riferiscono ad incontri di esibizione non ufficiali o comunque non validi per essere integrati nel record da professionista.
| Risultato  | Record   | Avversario       | Metodo                           | Evento                                  | Data              | Round | Tempo | Città                      | Note                                     |
| ---------- | -------- | ---------------- | -------------------------------- | --------------------------------------- | ----------------- | ----- | ----- | -------------------------- | ---------------------------------------- |
| Sconfitta  | 13-5 (1) | Gegard Mousasi   | Decisione (unanime)              | UFC Fight Night: Edgar vs. Faber        | 15 maggio 2015    | 3     | 5:00  | Pasay, Filippine           |                                          |
| Vittoria   | 13-4 (1) | Lorenz Larkin    | KO (pugni)                       | UFC Fight Night: Brown vs. Silva        | 10 maggio 2014    | 1     | 3:47  | Cincinnati, Stati Uniti    |                                          |
| Sconfitta  | 12-4 (1) | Luke Rockhold    | KO (calcio al corpo)             | UFC Fight Night: Rockhold vs. Philippou | 15 gennaio 2014   | 1     | 2:31  | Duluth, Stati Uniti        |                                          |
| Sconfitta  | 12-3 (1) | Francis Carmont  | Decisione (unanime)              | UFC 165: Jones vs. Gustafsson           | 21 settembre 2013 | 3     | 5:00  | Toronto, Canada            |                                          |
| Vittoria   | 12–2 (1) | Tim Boetsch      | KO Tecnico (pugni)               | UFC 155: Dos Santos vs. Velasquez II    | 29 dicembre 2012  | 3     | 2:11  | Las Vegas, Stati Uniti     |                                          |
| Vittoria   | 11–2 (1) | Riki Fukuda      | Decisione (unanime)              | UFC 148: Silva vs. Sonnen II            | 7 luglio 2012     | 3     | 5:00  | Las Vegas, Stati Uniti     |                                          |
| Vittoria   | 10–2 (1) | Court McGee      | Decisione (unanime)              | UFC on FX: Alves vs. Kampmann           | 3 marzo 2012      | 3     | 5:00  | Sydney, Australia          |                                          |
| Vittoria   | 9–2 (1)  | Jared Hamman     | KO (pugni)                       | UFC 140: Jones vs. Machida              | 10 dicembre 2011  | 1     | 3:11  | Toronto, Canada            |                                          |
| Vittoria   | 8–2 (1)  | Jorge Rivera     | Decisione (non unanime)          | UFC 133: Evans vs. Ortiz                | 6 agosto 2011     | 3     | 5:00  | Filadelfia, Stati Uniti    |                                          |
| Sconfitta  | 7–2 (1)  | Nick Catone      | Decisione (unanime)              | UFC 128: Shogun vs. Jones               | 19 marzo 2011     | 3     | 5:00  | Newark, Stati Uniti        | Debutto in UFC                           |
| Vittoria   | 7–1 (1)  | Uriah Hall       | Decisione (maggioranza)          | Ring of Combat 34                       | 4 febbraio 2011   | 3     | 4:00  | Atlantic City, Stati Uniti |                                          |
| Vittoria   | 6–1 (1)  | Aung La Nsang    | KO Tecnico (pugni)               | Ring of Combat 33                       | 3 dicembre 2010   | 1     | 0:11  | Atlantic City, Stati Uniti |                                          |
| No Contest | 5–1 (1)  | Marcus Finch     | No Contest (calcio all'inguine)  | Ring of Combat 32                       | 23 ottobre 2010   | 2     | 2:47  | Atlantic City, Stati Uniti |                                          |
| Sconfitta  | NU       | Joseph Henle     | Sottomissione (armbar)           | The Ultimate Fighter 11                 | 31 marzo 2010     | 2     | 2:17  | Las Vegas, Stati Uniti     | Torneo dei Pesi Medi TUF 11, Primo turno |
| Vittoria   | 5–1      | Victor O'Donnell | Decisione (unanime)              | Ring of Combat 26                       | 11 settembre 2009 | 3     | 5:00  | Atlantic City, Stati Uniti |                                          |
| Vittoria   | 4–1      | Aaron Meisner    | Sottomissione (rear naked choke) | Ring of Combat 23                       | 20 febbraio 2009  | 1     | 2:27  | Atlantic City, Stati Uniti |                                          |
| Vittoria   | 3–1      | John Doyle       | KO Tecnico (pugni)               | Ring of Combat 22                       | 21 novembre 2008  | 3     | 3:05  | Atlantic City, Stati Uniti |                                          |
| Vittoria   | 2–1      | Brendan Barrett  | KO Tecnico (stop medico)         | Ring of Combat 21                       | 12 settembre 2008 | 1     | 3:29  | Atlantic City, Stati Uniti |                                          |
| Vittoria   | 1–1      | Tony Andreocci   | KO (pugno)                       | Ring of Combat 20                       | 27 giugno 2008    | 1     | 0:22  | Atlantic City, Stati Uniti |                                          |
| Sconfitta  | 0–1      | Ricardo Romero   | Decisione (non unanime)          | Ring of Combat 19                       | 9 maggio 2008     | 3     | 5:00  | Atlantic City, Stati Uniti |                                          |